# 델리 유나이티드 FC
델리 유나이티드 FC(영어: Delhi United Football Club)는 델리를 연고로 하는 인도의 축구단이다. 현재는 I리그 세컨드 디비전에 참가하고 있다.
1995년에 고르카 히어로스(Gorkha Heroes)라는 이름으로 창단했으며 2007 시즌까지 DSA 리그에 참가했다. 2009년에 델리 유나이티드 FC로 이름을 바꿨고 2012년에는 듀런드컵에서 우승을 차지했다. 2018년에는 I리그 세컨드 디비전에 합류했다.

## 선수 명단

### 역대
- 지오구 산투스 한제우(2012)